# Рутнер, Антон
Антон фон Рутнер (нем. Anton von Ruthner; 21 сентября 1817, Вена — 17 декабря 1897, Зальцбург) — австрийский географ, исследователь Альп; известен как неустрашимый исследователь, совершавший восхождения на самые высокие вершины австрийских Альп. Вместе с Фридрихом Симони (нем. Friedrich Simony) и Карлом Зонкларом считается пионером исследования Альп. Будучи по образованию юристом, находился на австрийской судебной службе.
Написал:
- «Die Alpenländer Österreichs und der Schweiz» (Вена, 1843),
- «Berg und Gletscherreisen» (Вена, 1869).

С 1871 года Рутнер издавал иллюстрированный журнал под заглавием «Das Kaisertum Österreich».